# Courteron
Courteron és un municipi francès situat al departament de l'Aube i a la regió del Gran Est. L'any 2007 tenia 120 habitants.

## Demografia

### Població
El 2007 la població de fet de Courteron era de 120 persones. Hi havia 52 famílies de les quals 20 eren unipersonals (8 homes vivint sols i 12 dones vivint soles), 8 parelles sense fills, 16 parelles amb fills i 8 famílies monoparentals amb fills.
La població ha evolucionat segons el següent gràfic:
Habitants censats

### Habitatges
El 2007 hi havia 87 habitatges, 53 eren l'habitatge principal de la família, 15 eren segones residències i 19 estaven desocupats. Tots els 84 habitatges eren cases. Dels 53 habitatges principals, 47 estaven ocupats pels seus propietaris, 4 estaven llogats i ocupats pels llogaters i 2 estaven cedits a títol gratuït; 1 tenia una cambra, 4 en tenien tres, 18 en tenien quatre i 30 en tenien cinc o més. 37 habitatges disposaven pel capbaix d'una plaça de pàrquing. A 32 habitatges hi havia un automòbil i a 15 n'hi havia dos o més.

### Piràmide de població
La piràmide de població per edats i sexe el 2009 era:
| Homes | Edats   | Dones |
| ----- | ------- | ----- |
| 0     | 95 o +  | 0     |
| 0     | 90 a 94 | 0     |
| 0     | 85 a 89 | 0     |
| 0     | 80 a 84 | 0     |
| 0     | 75 a 79 | 8     |
| 4     | 70 a 74 | 12    |
| 4     | 65 a 69 | 0     |
| 8     | 60 a 64 | 0     |
| 4     | 55 a 59 | 4     |
| 4     | 50 a 54 | 0     |
| 8     | 45 a 49 | 4     |
| 0     | 40 a 44 | 0     |
| 8     | 35 a 39 | 12    |
| 4     | 30 a 34 | 0     |
| 0     | 25 a 29 | 4     |
| 4     | 20 a 24 | 0     |
| 0     | 15 a 19 | 0     |
| 0     | 10 a 14 | 8     |
| 0     | 5 a 9   | 16    |
| 0     | 0 a 4   | 4     |

## Economia
El 2007 la població en edat de treballar era de 80 persones, 62 eren actives i 18 eren inactives. De les 62 persones actives 59 estaven ocupades (31 homes i 28 dones) i 3 estaven aturades (3 homes). De les 18 persones inactives 3 estaven jubilades, 10 estaven estudiant i 5 estaven classificades com a «altres inactius».

### Ingressos
El 2009 a Courteron hi havia 58 unitats fiscals que integraven 118 persones, la mediana anual d'ingressos fiscals per persona era de 27.336 €.

### Activitats econòmiques
Dels 9 establiments que hi havia el 2007, 2 eren d'empreses alimentàries, 4 d'empreses de construcció, 1 d'una empresa de transport, 1 d'una empresa d'hostatgeria i restauració i 1 d'una empresa de serveis.
Dels 3 establiments de servei als particulars que hi havia el 2009, 2 eren paletes i 1 restaurant.
L'any 2000 a Courteron hi havia 22 explotacions agrícoles que ocupaven un total de 360 hectàrees.

## Poblacions més properes
El següent diagrama mostra les poblacions més properes.